# سیارک ۱۱۲۷۷
سیارک ۱۱۲۷۷ (به انگلیسی: 11277 Ballard، نامگذاری:1988TW2) یازده هزار و دویست و هفتاد و هفتمین سیارک کشف شده‌است که در ۸ اکتبر ۱۹۸۸ کشف شد.
قدر مطلق سیارک برابر ۳۵.۴ است.